# Cerapachys inconspicuus
Cerapachys inconspicuus är en myrart som beskrevs av Carlo Emery 1901. Cerapachys inconspicuus ingår i släktet Cerapachys och familjen myror. Inga underarter finns listade i Catalogue of Life.